# Jacques Marcerou
Jacques Marcerou, de son vrai nom Jacques Robert Lucien Maier, né le 28 septembre 1925 à Rabat (Maroc) et décédé le 21 septembre 2021 à Nice, est un écrivain, journaliste, scénariste et acteur français.

## Biographie
D'abord journaliste, il a collaboré à L'Écran français (en 1947 et 1948) et à Libération. Il a travaillé également à la Radiodiffusion française ; il y présenta les magazines L'Hebdomadaire du Spectacle (1947-?), puis Plein Feu sur les spectacles du monde, où il s'entretint avec de nombreuses personnalités du spectacle et du monde artistique.
Il a écrit des adaptations radiophoniques de pièces de théâtre, films ou romans.
Scénariste ou dialoguiste de quelques films, il a en outre produit des courts métrages, ainsi qu'un film sur la Légion étrangère commandé par le ministère des Armées en pleine guerre d'Algérie.
En janvier 1961 il s'installe à Montréal, où il travaille pour la télévision québécoise et l'Office National du Film canadien en collaboration avec Fernand Seguin ; il y réalise quelques courts métrages ainsi qu'un film sur l'université de Montréal.
Longtemps compagnon de la romancière Rita Kraus, rencontrée à Montréal, il a participé à l'élaboration, voire à la rédaction, de la plupart de ses romans. En 1962, Rita Kraus rompt avec sa famille et ils quittent ensemble le Québec pour revenir en Europe.
Ils s'installent d'abord en Italie, où Jacques Marcerou reprend son ancien métier de reporter, vendant ses reportages (sur le cinéma, le concile Vatican II, l'élection de Paul VI, etc.) aux diverses radios de langue française, tandis que Rita se voit confier un programme en anglais par la RAI. Il produit et réalise également une série de programmes de télévision culturelle sur les trésors de l'archéologie romaine. 
Il a raconté les péripéties de leur fuite puis de leur vie commune dans son dernier roman Une belle Juive.

## Filmographie
Acteur
- 1949 : Au revoir Monsieur Grock, de Pierre Billon

Scénariste
- 1955 : Chantage, de Guy Lefranc (scénario de Jacques Companeez d'après le roman de Jacques Marcerou)
- 1955 : Gas-oil, de Gilles Grangier (adaptation de Michel Audiard et Jacques Marcerou, d'après un roman de Georges Bayle)
- 1958 : Le Piège, de Charles Brabant (sujet original et scénario)

Dialoguiste
- 1956 : L'amour descend du ciel, de Maurice Cam

## Note
1. ↑  Magazine produit et réalisé par René Wilmet, diffusé de 1949 à 1962
2. ↑  INA adaptation radiophonique de La Dame de Shanghai
3. ↑  Une belle Juive, p 42
4. ↑  L'Arbre : projet de film sur l'Université de Montréal, présenté par Niagara Films, inc., 3460, rue Simpson, Montréal